# Dreibiyeh
Dreibiyeh (en árabe: الدريبية‎) es un pueblo sirio ubicado en Sinjar Nahiyah en el distrito de Maarat an-Numan, Idlib. Según la Oficina Central de Estadísticas de Siria (CBS), Dreibiyeh tenía una población de 275 en el censo de 2004.